# Giovanni Livi
Giovanni Livi (Prato, 1855 – Firenze, 1930) è stato uno storico italiano.

## Biografia
Fratello del celebre antropologo Ridolfo Livi, diresse l'archivio statale di Brescia dal 1887 al 1898 e quello di Bologna dal 1898 al 1930.
Tra le sue opere si ricordano Napoleone all'isola d'Elba (1888) e Dante e Bologna (1921).